# The Fall of Rome
The Fall of Rome è un videogioco strategico a turni pubblicato nel 1984 per Atari 8-bit, BBC Micro, Commodore 64, Dragon 32/64 e ZX Spectrum. Ambientato a partire dall'anno 395, consiste nel controllo dell'Impero romano, senza distinzione tra Impero d'oriente e d'occidente, nel periodo delle invasioni barbariche del V secolo.
Il programma, edito dalla britannica Argus Press Software, è scritto in BASIC.

## Modalità di gioco
L'interfaccia è prevalentemente testuale. La schermata principale mostra anche una mappa grafica dell'Impero e dei territori circostanti, suddivisa in province, che però visualizza ben poche informazioni; non sono indicati nemmeno i nomi delle province, ma la confezione originale include una mappa cartacea.
Il gioco si svolge su 12 turni corrispondenti a 5 anni ciascuno, dal 395 al 450 d.C.
Durante questo periodo l'impero è invaso dalle forze, spesso soverchianti, delle tribù barbare e di alcuni imperi confinanti a oriente; l'obiettivo è resistere e terminare nelle migliori condizioni possibili.
Ciascun turno consiste in tre fasi: nella prima si reclutano nuove forze armate spendendo i redditi di ciascuna provincia nella provincia stessa, nella seconda si possono spostare le armate e la tesoreria tra le province confinanti, e nella terza avvengono i combattimenti, i cui risultati sono calcolati automaticamente.
Le unità principali a disposizione sono legioni mobili e legioni statiche; queste ultime non possono più lasciare la provincia ma hanno minor costo di mantenimento. Le più potenti unità di cavalleria e le meno costose auxilia sono reclutabili solo per la durata di un turno e solo in presenza di un certo numero di legioni mobili. Se nella provincia dove avviene un combattimento sono presenti almeno due tribù, il giocatore può sceglierne una sola da attaccare.